# صوفيا جواد
صوفيا جواد (5 تموز/يونيو 1986)، ممثلة ومخرجة عراقية تعيش في الإمارات. ولدت في لبنان، مثلت في العديد من المسرحيات والأفلام السينمائية، اشتهرت بدورها في مسلسل أبو الملايين بعام 2013، وهي ايضًا موديل أعلانات.
و تعمل مع شركة IGN للترفيه بالشرق الأوسط.

## أعمالها
- أخذت دور البطولة في العديد من الأفلام الإماراتية الطويلة والقصيرة.
- مثلت في أكثر من 20 فيلماً طلابياً.

كما انها متعاقدة مع العديد من وكالات العروض والدعاية والإعلان.

### الأفلام
- 2013 – فيلم ماريونت من إخراج صوفيا جواد
- أيار/مايو 2012 – فيلم «كأنك نسيت!» من إخراج فاطمة هلال بدور «سارة»
- آب/أغسطس 2011 – فيلم «مهرة» من إخراج علي بشار بدور «الفتاة»
- نيسان/أبريل 2011 – فيلم «جن» من إخراج توبي هوبر بدور «امرأة القبيلة»
- تشرين الثاني/نوفمبر 2010 – فيلم قصير «ريح» من إخراج وليد الشحي بدور «المرأة»
- 2010 – فيلم «ثوب الشمس» من إخراج سعيد سلمين بدور البطولة «حليمة»
- 2010 – فيلم «أسرار القبور» من إخراج ماهر الخاجة
- 2008 – أدوار بطولة في أكثر من 20 فيلم من صنع طلاب New York Film Academy

### التلفاز
- آذار/مارس إلى حزيران/يونيو 2013 – دور سلوى في مسلسل «أبو الملايين» الكوميدي على 1MBC
- شباط/فبراير 2012 إلى حزيران/يونيو 2012 – دور بطولة متعدد الشخصيات في برنامج «شارع المرح» الكوميدي على تلفزيون أبوظبي

### إعلانات ومودل
- أيلول 2012: إعلان تجاري (لمناء خليفة أبوظبي دور مذيعة)
- كانون الثاني/يناير/ 2011: إعلان تجاري لنيسان صني للمخرج أمين دورا شركة فيلم ورك (دور الزوجة).
- كانون الأول/ديسمبر/ 2011: إعلان تجاري لفيمتوا عن شركة فون إنيكس (دور العروس)
- كانون الأول/ديسمبر / 2011: إعلان تجارى لحكومة أبوظبي للحفاظ على الماء والبيئة لشركة جولدين مايند (دور الزوجة).
- تشرين الثاني/نوفمبر / 2011: إعلان تجاري لمستشفى دار الشفاء للمخرج منصور الظاهري (دور امرأة حامل).
- أيلول/سبتمبر / 2011: إعلان لشركة الأتصالات السعودية في العراق (دور الزوجة).
- 21 حزيران/يوليو/2011: إعلان لحكومة أبو ظبي للسحر والشعوذة للمخرجة نهلة الفهد (دور الزوجة).
- 6 تموز/يوليو/ 2011: إعلان لقناة (ART) لشهر رمضان من إخراج Eye-squad (Orbit ريسيفير / دور الأم).
- 2 تموز/يوليو/2011: إعلان لقناة (ART) لشهر رمضان من إخراج Eye-squad (الرقص والشاشات / دور الأم).
- 2010 : فيديو كليب لحسين الجسمي، للمخرج عبد الله حسن احمد.
- 2010 : سالم الشعيبي للمجوهرات إعلان لتلفزيون أبو ظبي.

### المسرح
- تموز/يوليو 2012: مسرحية قراصنة بحر العرب (دور جينا حفيدة صاحب اللحية السوداء من إنتاج ماجك داي)
- كانون الأول / ديسمبر 2010 : دور المعلمة في مسرحية عن العيد الوطني لدولة الإمارات
- 2009 : دور جيرترود في مسرحية شكسبير هاملت، الإمارات العربية المتحدة